# Klov

Olika klov

Klov (kan även stavas klåv) är ett av de många begrepp som kan användas för att beskriva en bergarts egenskaper. Det är benämningen på en riktning (egentligen ett plan), längs vilken bergarten (stenen) är lätt klyvbar vid brytning eller bearbetning. Sedimentära bergarter, såsom skiffer eller sandsten, har normalt ett klov, eftersom de flesta av dessa har bildats genom att partiklar har avlagrats på en plan yta. En del bergarter har naturlig klyvbarhet i två eller flera plan, sålunda har granit oftast klov i två, mot varandra ungefär vinkelräta, plan.
Om det ena planet är horisontellt, är detta en fördel vid brytning (av exempelvis granit till gatsten). Detta plan kallas i Bohuslän för svallkloven, och den motsvarande vertikala riktningen är ståkloven. Skall stenen klyvas i ytterligare en (vinkelrät) riktning där ingen naturlig klyvbarhet finns, kallas denna för borstkloven eller tvärkloven. Benämningar av denna typ varierar geografiskt, och är dialektalt eller lokalt betingade.